# Villapourçon
Villapourçon is een gemeente in het Franse departement Nièvre (regio Bourgogne-Franche-Comté) en telt 452 inwoners (2009). De plaats maakt deel uit van het arrondissement Château-Chinon (Ville).

## Geografie
De oppervlakte van Villapourçon bedraagt 52,1 km², de bevolkingsdichtheid is 9,0 inwoners per km².
De onderstaande kaart toont de ligging van Villapourçon met de belangrijkste infrastructuur en aangrenzende gemeenten.

## Demografie
Onderstaande figuur toont het verloop van het inwonertal (bron: INSEE-tellingen).